# パッチン錠

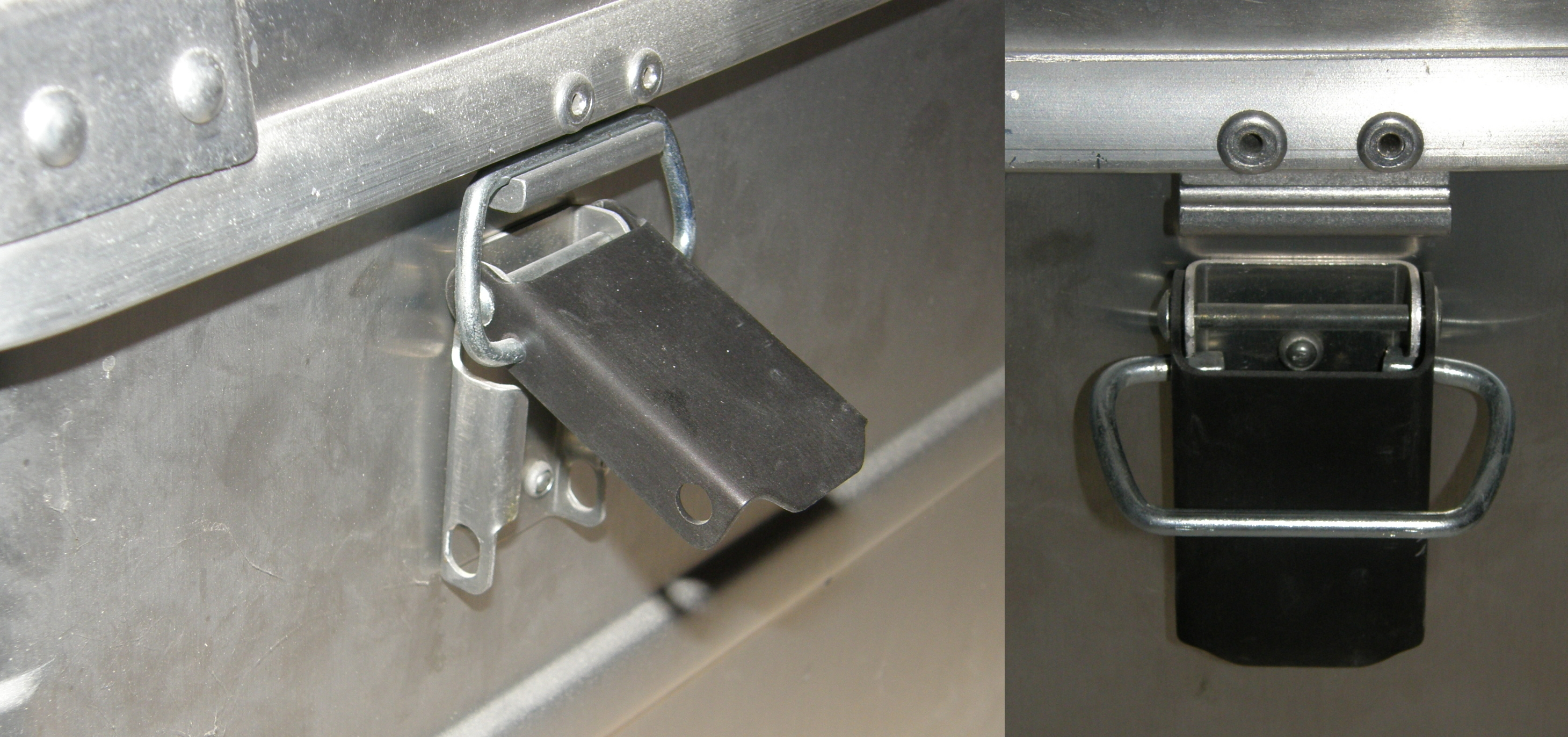
パッチン錠

パッチン錠（パッチンじょう、英語：draw latch）またはパチン錠 (パチンじょう) 、スナップ錠 (スナップじょう) は、扉や蓋を開かないようにする留め金の一種。
工具箱や旅行かばんなどに取り付けられていることが多い。通常は丁番と反対側に取り付けられており、片方を突起に引っ掛けてレバーを倒すことにより蓋や扉を開かなくする機構となっている。名前の由来は閉める時の音の擬音語から来ていると考えられる。しっかり締結できるように張力がかかるようになっており、ばね要素をもたせたもの、トグル構成のものもありトグルラッチと呼ばれる場合もある。